# Johnny Hallyday Nashville session 62
Compilations par Johnny Hallyday
Johnny Hallyday Premières chansons Vogue (versions 1982)
(1982) Go, Johnny, Go
(2007)
Nashville session 62 est un CD de Johnny Hallyday compilant seize chansons enregistrées en 1962 à Nashville,dont la plupart sont demeurées inédites. Le CD sort en 1990.
Les enregistrements sont réalisés par Lee Hallyday et Shelby Singleton (en).

## Histoire
Au mois de mai, Johnny Hallyday est pour la seconde fois de l'année 1962, (voir Sings America's Rockin' Hits), à Nashville, où au studio Bradley, il enregistre, sous la direction de Shelby Singleton et Bill Justis, seize titres qui connaissent des fortunes diverses :
- Caravan Of Lonely Man et Hey Little Girl, demeurent inédits sur le marché français, mais sortent sur un 45 tours destiné aux États-Unis et à l'Angleterre.
- King For Tonight, I Need Whole Lotta Your Lovin, Oui je veux, restent totalement inédits durant vingt huit années.
- Qui aurait dit ça, Même heure, même place et Hey Baby sont réenregistrés à Paris en juin, sur les bandes orchestres américaines[1] ; Tout bas, tous bas, tout bas l'est à l'automne[1], alors que Les bras en croix et Quitte-moi doucement le sont en janvier 1963[1]. Les versions nashviliennes de ces six titres restent inédites jusqu'en 1990.
- La chanson C'est une fille comme toi est chantée à l'Olympia à l'automne 1962 et, jusqu'en 1990 n'est connu du public que dans sa version live. (voir Johnny à l'Olympia).
- Le cri adaptation française de Shout de The Isley Brothers est oublié au profit de la version originale que Johnny Hallyday inscrit au programme de son Olympia en 1964.

Seulement deux titres issus des sessions à Nashville sont donc commercialisés : Ce n'est pas juste après tout et Pas cette chanson.
Quant à la chanson Tender Years ici au programme du CD, elle n'est pas issue des sessions d'enregistrements de mai, mais de celles de Sings America's Rockin' Hits en février. Le seizième titre enregistré en mai est en fait J'ai trop de peine, qui reste inédit jusqu'en 1991,. Tender Years adapté en français devient Tes tendres années et offre à Johnny un autre grand succès l'année suivante.

## Autour de l'album
- Référence originale CD : Philips 846 293-2
- En 1990, il sort en CD un second volume des enregistrements à Nashville : The 1962 Nashville Sessions Vol. 2, qui réunit les dix titres enregistrés en français.
  - Références originales : Philips 846 903-2

- 45 tours Caravan Of Lonely Men - Hey Little Girl
  - États-Unis références originales[5] : Philips 40043
  - Angleterre : Philips 373012

## Les titres
| No  | Titre                                               | Auteur                                                                    | Durée |
| --- | --------------------------------------------------- | ------------------------------------------------------------------------- | ----- |
| 1.  | Caravan Of Lonely Man                               | Barry - Derek - Pretlow                                                   | 1:54  |
| 2.  | Hey Little Girl                                     | Margie Singleton (en) - Jerry Kennedy                                     | 1:41  |
| 3.  | King For Tonight                                    | Doc Pomus - Mort Shuman                                                   | 2:00  |
| 4.  | I Need Whole Lotta Your Lovin                       | Joy Benny                                                                 | 2:35  |
| 5.  | Tender Years                                        | Darrell Edwards - Margie Singleton                                        | 2:22  |
| 6.  | Pas cette chanson (Don't Play That Song (You Lied)) | Ahmet Ertegün - Betty Nelson - adaptation : Ralph Bernet                  | 2:49  |
| 7.  | Hey Baby                                            | Cobb - Channel - adaptation : M. Teze                                     | 2:22  |
| 8.  | Tout bas, tout bas, tout bas (Apron Strings)        | Weiss - Schrœder - adaptation : Georges Garvarentz - Clément Nicolas      | 2:40  |
| 9.  | Le cri (Shout)                                      | Rudolph Isley (en) - O'Kelly Isley Jr. (en) - adaptation : Jacques Plante | 1:59  |
| 10. | Quitte moi doucement (Break It to Me Gently (en))   | Lambert - Seneca                                                          | 2:30  |
| 11. | Oui je veux (Yes I Want)                            | Pierre Saka - Jean-Pierre Bourtayre                                       | 2:38  |
| 12. | Ce n'est pas juste après tout                       | Georges Garvarentz - Charles Aznavour                                     | 2:24  |
| 13. | Les bras en croix                                   | Johnny Hallyday - Jil et Jan                                              | 2:13  |
| 14. | C'est une fille comme toi                           | Georges Garvarentz - Clément Nicolas - Noël Roux                          | 1:51  |
| 15. | Qui aurait dit ça (Talkin About You)                | Vesta - Ray Charles                                                       | 2:41  |
| 16. | Même heure, même place (Same Time, Same Place)      | Senega - Hampton - adaptation : Jil et Jan                                | 2:30  |

## Musiciens
- Jerry Kennedy Orchestra
- Arrangements : Billy Justic
- Guitares : Jerry Kennedy, Grady Martin, Harold Bradley
- Basse : Bob Moore
- Batterie : Buddy Harman
- Claviers : Ray Stevens
- Saxophone : Boots Randolph
- Harmonica : Charlie McCoy
- Chœurs : Milestone, The Jordanaires